# Патруль 03 (мультсериал)
Патруль 03 (фр.  Patrouille 03 / англ. Patrol 03) — французский мультсериал, вышедший в свет в 1998 году. Он транслировался по британскому каналу Pop, которым владеет CSC Media Group (ранее известная как Chart Show Channels). 

## Сюжет
История крутится вокруг трёх персонажей: Шорти, Уилфреда и Кармен, охраняющих закон и порядок, работая полицейскими в городе Лос Диаблос.
Главными злодеями сериала являются Памела Бондани, шеф полиции, всеми силами пытающаяся заполучить место мэра, и её подручный профессор Моло, создающий чудовищ, чтобы испортить репутацию нынешнего мэра.

## Персонажи
Шорти
Бассет-хаунд, один из трех главных героев. Он де-факто лидер трио. Его тело очень эластично, что позволяет ему растягиваться.
Уилфред
Гигантская крыса, второй главный герой. Из-за необычно большого размера, он служит «мышцами» команды.
Кармен
Полярная лисица на инвалидной коляске, третий главный герой. Её коляска напичкана разными гаджетами, которые помогают ей в их приключениях.
Шеф Полиции Памела Бондани
Кошка, основной главный злодей этого шоу. Коррумпированная глава отделения полиции, ведомая её амбициями по усилению своей власти над городом Лос Диаблос. Именно поэтому она тайно заключил союз с криминальным учёным Моло, которого она выпустила из тюрьмы (благодаря долгу начальника тюрьмы перед ней), для созданий чудовищных планов против главы города. Она очень талантлива по заметанию своих следов, держа в секрете все свои криминальные делишки от чужих глаз. Патруль 03 знают о её реальной сущности, но не могут нарыть доказательства против неё, поэтому они притворяются и делают вид, что не знают о её причастности к Моло.
Профессор Моло
Крот, второй главный злодей. Он сумасшедший учёный и гений, каждый раз придумывая всё новые планы для Бондани, но он постоянно наталкивается на Шорти, Уилфреда и Кармен. Он постоянно создаёт разнообразных чудовищ из обычных насекомых, к примеру, он смог сбежать из тюрьмы благодаря одной мухе залетевшей к нему в камеру.
Мэр Александр Волрус
Морж, и мэр города Лос Диаблос, человек со слабостью к общественному мнению. У него очень требовательная жена. Имея давнешние подозрения на шефа полиции, он заручился поддержкой Шорти, Кармен и Уилфреда, как агентов под прикрытием в отделение полиции с целью дальнейшего предотвращения бед от Бондани, а так же найти способ разоблачить её.
Снэп
Крокодил. Городской механик, также он смастерил множество изобретений, что Кармен, Шорти и Уилфред постоянно используют. К большому неудобству Кармен, он влюблён в неё и часто пытается произвести на неё впечатление с его изобретениями, заигрывает с ней. К счастью для него,  достаточно любезен, чтобы вознаградить его поцелуем в щеку за его успехи, которые, как правило, ломают его амурные пути.